# Veliki Krčimir
Veliki Krčimir (en serbe cyrillique : Велики Крчимир) est un village de Serbie situé dans la municipalité de Gadžin Han, district de Nišava. Au recensement de 2011, il comptait 333 habitants.

## Démographie
| 1948  | 1953  | 1961  | 1971  | 1981  | 1991 | 2002 | 2011 |
| ----- | ----- | ----- | ----- | ----- | ---- | ---- | ---- |
| 1 661 | 1 696 | 1 594 | 1 347 | 1 120 | 749  | 466  | 333  |

|  |